# Grippe équine
 (juin 2015).
Si vous disposez d'ouvrages ou d'articles de référence ou si vous connaissez des sites web de qualité traitant du thème abordé ici, merci de compléter l'article en donnant les références utiles à sa vérifiabilité et en les liant à la section « Notes et références ».
La grippe équine est le nom qu'on donne à la grippe quand elle affecte un équidé : cheval domestique ou « sauvage », âne et les animaux issus de leurs croisements (mulets, bardots), ainsi que le zèbre.
Elle est due à un virus Influenza (type A HxNx) proche du virus de la grippe humaine.
La grippe équine est l'affection respiratoire virale la plus contagieuse chez les équidés.

## Situation écoépidémiologique pour2004
Peu d'informations sont disponibles pour les équidés sauvages ou en liberté. 
Chez les chevaux domestiques et de course, des foyers de H3N8 ont été signalés en Allemagne, en Argentine, au Canada, en Croatie, au Danemark, aux États-Unis d’Amérique, en France, en Grèce, en Hongrie, en Irlande, en Italie, au Royaume-Uni et en Suède au cours de l’année 2004. Le foyer qui est apparu en février et en mars en France était étendu et touchait les chevaux vaccinés et non vaccinés.
Le sous-type H7N7 (équin-1) n'a pas été détecté par épreuve sérologique ni virologique, mais l'OIE recommande de le rechercher et donc d'utiliser les amorces spécifiques des sous-types H7N7 et H3N8 du virus lors de l’utilisation de la PCR (amplification en chaîne par polymérase) pour les diagnostics rapides.

## Origine
Le principal réservoir des virus grippaux est réputé être la population d'oiseaux sauvages (canards),mais la grippe peut exceptionnellement affecter des mammifères, autres que l'homme, dont le cheval.
La grippe équine n'est pas une maladie nouvelle, et on sait que comme les autres formes de grippe, elle peut rapidement circuler, dans les deux hémisphères de la planète. 
On l'a par exemple déjà identifiée en Europe avec un virus (A H7N7) découvert à Prague en 1956, qui a infecté de nombreux élevages de chevaux, avec des bouffées épidémiques (équines) jusqu’en 2004 en Argentine, au Canada, en Croatie, au Danemark, en France, en Grèce, en Hongrie en Irlande, en Italie, en Suède et au Royaume-Uni.

## Transmission
Le virus réputé peu résistant dans l’environnement est transmis par contact avec un animal ou un objet porteur du virus. La transmission se fait par voie aérienne à partir de sujet infectés (éternuements,toux..).Le virus peut ainsi être disséminé sur plusieurs centaines de mètres. 
Il est courant qu’une grande partie d’une écurie tombe malade en quelques heures.

## Incubation
L'incubation est de 2 à 5 jours.

## Symptômes
- Hyperthermie 40-41 °C,
- Jetage séreux puis mucoprulent
- toux sèche et quinteuse pendant 2 à 3 semaines
- symptôme réduit ou inapparents chez les chevaux vaccinés
- complications bactériennes surtout chez les jeunes chevaux non-vaccinés
- évolution possible vers la chronicité: toux,dyspnéé

## Mortalité
Le taux de mortalité chez les chevaux n'est pas très élevé. Mais s'il y a des complications comme une pneumonie, les chances de survie sont beaucoup plus faibles. Les vaccins sont efficaces mais les traitements peuvent varier à chaque cheval.

## Diagnostic
La grippe est suspectée si la fièvre est plus élevée que pour les autres maladies respiratoires virales (rhinopneumonie...), et dans les cas de contagiosité plus importante.
Le diagnostic est confirmé au laboratoire, à partir d’écouvillonnage nasal pour une recherche de virus, ou par recherche sérologique d’anticorps (prise de sang). La sérologie est d’interprétation délicate si le cheval a été vacciné, les anticorps détectés pouvant être eux produits par le vaccin et non par l’infection. Deux prises de sang à deux semaines d’intervalle permettent alors de détecter une augmentation de la quantité d’anticorps traduisant une infection grippale.

## Traitement et guérison
Il n’y a pas de médicaments directement efficaces contre le virus. Certains produits diminuent les symptômes (fièvre, …) ou stimulent l’organisme.
Des antiviraux ont été testés avec des résultats, mais sont peu utilisés.
La guérison survient généralement en une à deux semaines, et nécessite du repos. Le vétérinaire recommande de couvrir le cheval et de l'isoler dans un lieu sain et confortable, à l'abri des courants d'air. Trois semaines au moins de repos sont nécessaires pour limiter le risque de séquelles pulmonaires ou cardiaques.

## Précautions
Mesures préventives : 
- La maladie étant contagieuse, le cheval malade doit être mis en quarantaine, et les locaux et le matériel désinfectés. Les soignants doivent soigneusement se laver les mains, et désinfecter leurs bottes.
- Une vaccination bisannuelle est recommandée pour les haras.

## Vaccinations

### Généralités
Des vaccins existent, mais qui peuvent ne pas être efficaces sur un nouveau variant. Comme chez l’Homme, à cause de l’aptitude du virus grippal à muter, la protection n’est ni certaine, ni absolue.
L’immunité apparaît après 2 semaines environ après la seconde injection de primo vaccination (2 injections à un mois d’intervalle chez le poulain). Elle persiste 6 à 12 mois. Il faut donc 2 vaccinations par an pour prémunir au mieux un groupe de chevaux.
Le vaccin peut être suivi d’une fièvre durant 2 à 3 jours. Seuls les chevaux en bonne santé doivent être vaccinés.
Quelques vaccins groupent grippe et tétanos ou grippe et rhinopneumonie. La mère transmet des anticorps au poulain via le colostrum.

### Protocole
Si la mère a été vaccinée, la primo vaccination doit être faite à partir de l’âge de quatre à six Mois. Avant cela, des anticorps d’origine maternelle pourraient diminuer l’installation de l’immunité.
Si la mère n’était pas vaccinée, le poulain peut être vacciné dès l'âge de deux mois.

### Vaccination obligatoire
La vaccination est obligatoire dans de nombreux pays pour :
- accéder aux terrains d’entraînement, hippodromes, expositions
- les présentations d’élevage,
- les étalons et les poulinières, avec spécifications pour :
- les étalons donneurs de sperme pour l’insémination artificielle.
- les étalons produisant en races Pur-sang anglais (PS), AQPS, Trotteur français (TF), Selle français (SF), Anglo-arabe (AA) et Mérens, etc.
- les poulinières produisant en race PS, AQPS, TF et AA.

Dans certains pays comme la France, la vaccination est obligatoire une fois par an, mais dans d'autres pays et pour les compétitions et rencontres internationales, les équidés doivent être vaccinés tous les six mois.
(sous réserve de modifications des règlements sanitaires, notamment dans le cadre de la gestion du risque pandémique).

## Risques de transmission à d'autres espèces
Les êtres humains ont peu de risques d'être infectés par les virus équins (Cf. récepteurs différents).
En Californie, aux États-Unis, un virus équin est passé du cheval au chien, et fait jugé exceptionnel, sans perdre de sa virulence. Voir l'article la grippe du chien pour en savoir plus.

## Surveillance
Divers organismes internationaux (OIE) ou nationaux surveillent l'évolution et la circulation des virus, notamment pour adapter la production de vaccins. 
En France, un Réseau d’épidémiosurveillance des maladies équines (à Caen) (RESPE : www.respe.net) et un réseau spécialisé « grippe » ont été créés en 1999.